# Lac du Bonnet
Lac du Bonnet är en ort i Kanada.   Den ligger i provinsen Manitoba, i den sydöstra delen av landet, 1 600 km väster om huvudstaden Ottawa. Lac du Bonnet ligger 261 meter över havet och antalet invånare är 1 134.
Terrängen runt Lac du Bonnet är mycket platt. Runt Lac du Bonnet är det ganska glesbefolkat, med 47 invånare per kvadratkilometer.. Det finns inga andra samhällen i närheten.
Trakten runt Lac du Bonnet består till största delen av jordbruksmark.